# Thermos
Thermos, auch Thermon oder Thermum genannt, war ein griechisches Heiligtum in Ätolien, nahe der modernen Gemeinde Thermo. Es diente als Versammlungsort der Ätolischen Liga (Polybios 28, 4). Zentrum des Heiligtums war der Apollontempel, dessen erste Bauten bereits im 7. Jahrhundert v. Chr. entstanden.
Doch bereits in späthelladischer Zeit sind Gebäude in Thermos nachgewiesen, das durch die gesamte mykenische Periode hindurch besiedelt war. Im 10. Jahrhundert v. Chr. wurde auf dem Gelände der sogenannte Megaron B, ein langgestreckter megaronähnlicher Bau errichtet, der allerdings im 8. Jahrhundert v. Chr. schon nicht mehr bestand und erst am Ende des 7. Jahrhunderts v. Chr. durch Tempel C ersetzt wurde. Unter den Resten dieses Tempels fanden sich mit die frühesten nachweisbaren Metopen eines dorischen Frieses. Die aus Ton gebrannten Metopen waren mit mythischen Szenen bemalt.
Thermos war keine Stadt im eigentlichen Sinne und bis ins 3. Jahrhundert v. Chr. war die Ätolische Liga mehr eine lockere Vereinigung von Stämmen als eine gewichtige Gruppe von Stadtstaaten. Ob das Heiligtum vor hellenistischer Zeit eine reguläre Einfassung besaß, ist unbekannt. Ab hellenistischer Zeit wurde es im Rahmen der politischen Auseinandersetzungen, in denen die Liga eine Rolle spielte, durch turmbewehrte Mauern geschützt. Zugleich wurde das Heiligtum mit drei langen Säulenhallen, Stoen, ausgestattet und die Quelle südlich des Tempels wurde aufwendig gefasst.
In dieser Zeit wurden auch zahlreiche Bronzestatuen als Weihgeschenke in das Heiligtum gestiftet, von denen nur mehr Fragmente – Finger, Zehen, Pferdehufe – und marmorne Statuenbasen erhalten sind, die von der einstigen Bedeutung des Heiligtums zeugen.